# 马来西亚妇女、家庭及社会发展部
马来西亚妇女、家庭及社会发展部（简称KPWKM）, 是马来西亚政府辖下的一个部门，负责管理社会福利、儿童、女性、家庭、社区、老年、赤貧、露宿者、災害管理和身心障礙等事务。该部门拟定政策和方向以使国家达到性別平等、家庭发展和爱心社会的目标，同时也履行联合国的消除對婦女一切形式歧視公約北京宣言。

## 背景
马来西亚第四任首相马哈迪·莫哈末为了提升国内妇女地位，在参加了于1995年由联合国在中华人民共和国北京市举办的第四届世界妇女大会后便成立一个专门为女性的部门，并于2001年1月17日正式成立。第一任部长由来自巫统的莎丽扎加里尔担任，该部门也被赋予权利专注在女性的发展，并于2001年2月15日扩展至家庭发展范围，部门名称也随之更改。到了2004年，该部门进一步扩展范围，并包括社会福利和发展，而部门也随之于2004年4月27日改名为现有名称。
此后，来自国阵马华的黄燕燕与砂拉越土保党的罗哈妮阿都卡琳皆曾担任该部部长。2018年马来西亚大选后，来自希盟公正党的旺阿兹莎不仅担任副首相，也于同年5月21日担任该部部长，而时任雪兰莪州议长杨巧双也于7月2日宣誓为该部副部长。2020年马来西亚政治危机后部长一职由国盟土著团结党的丽娜·哈仑出任，其副手为马来西亚伊斯兰党的茜蒂再拉。

## 组织架构
- 妇女、家庭及社会发展部部长
  - 妇女、家庭及社会发展部副部长
    - 秘书长
      - 秘书长辖下官员
        - 国家重点成果领域单位
        - 企业传播单位
        - 法律咨询单位
        - 咨询委员会秘书处
        - 内部审计部门
        - 诚信单位

      - 副秘书长（运作） 
        - 信息管理组
        - 发展组
        - 管理服务组
        - 帐户组
        - 人力资源管理组
        - 财务组

      - 副秘书长（战略） 
        - 政策与战略规划组
        - 国际关系组
        - 战略合作组

### 联邦部门
1. 社会福利局（JKM）
2. 妇女发展局（JPW）

### 联邦机构
1. 国家人口及家庭发展局（LPPKN）
2. 不结盟运动女性培训学院（NIEW）
3. 马来西亚社会机构（ISM）
4. 国家福利基金（YKNM）
5. 马来西亚咨商师局（LKM）